# Pierre Pilote
Joseph Albert Pierre Paul Pilote (11 de diciembre de 1931-9 de septiembre de 2017) fue un defensor profesional retirado de hockey sobre hielo canadiense que jugó su carrera en los Chicago Black Hawks y Toronto Maple Leafs de la National Hockey League (NHL). Pilote ganó la Copa Stanley con los Black Hawks de Chicago en 1961 y se convirtió en el capitán de los Black Hawks. Pilote ganó el trofeo Norris 3 veces en 1963, una en 1964 y otra en 1965.
Pilote murió en Barrie, Ontario, el 9 de septiembre de 2017 de cáncer a la edad de 85 años.

## Premios
Pilote ganó muchos premios durante su carrera como jugador:
- Trofeo Norris (1963, 1964, 1965)
- 1er y 2º equipo de estrellas (1960, 1961, 1962, 1963, 1964, 1965, 1966, 1967)
- Copa Stanley (1961)
- Salón de la Fama del Hockey (1975)
- #59 en la lista de los 100 mejores jugadores de hockey de The Hockey News.